# Rhytiphora waterhousei
Rhytiphora waterhousei är en skalbaggsart som först beskrevs av Francis Polkinghorne Pascoe 1864.  Rhytiphora waterhousei ingår i släktet Rhytiphora och familjen långhorningar. Inga underarter finns listade i Catalogue of Life.